# Schulz-Knaudt

Puddlings- und Blechwalzwerk Schulz-Knaudt in Essen

Schulz-Knaudt war ein deutsches Unternehmen, das 1855 unter dem Namen Puddlings- und Blechwalzwerk Schulz, Knaudt & Cie. in Essen gegründet und 1889 als Blechwalzwerk Schulz Knaudt Actien-Gesellschaft zur Aktiengesellschaft umgewandelt wurde; es ging 1914 durch Fusion auf die Mannesmannröhren-Werke AG über.

## Geschichte
Die ursprünglichen, ab 1856 errichteten Produktionsanlagen befanden sich in Essen im heutigen Ostviertel nahe der Innenstadt zwischen der Berne-, der Varnhorst-, der Steeler Straße und der Trasse der Bergisch-Märkischen Eisenbahn, auf dem Gebiet links und rechts der damals noch nicht existierenden Hollestraße. 1909 wurde ein neues Werk in Duisburg-Huckingen am Rhein in Betrieb genommen und die Anlagen in Essen aufgegeben.
Das Unternehmen wurde am 19. Dezember 1855 von dem Kaufmann Carl Julius Schulz und dem Ingenieur Adolf Knaudt in Essen mit einem Kapital von 60.000 Talern gegründet. Mit zwei Puddelöfen begann die Herstellung von Schweißeisen, das in Form von Schmiedestücken an Maschinenfabriken geliefert wurde. Das Unternehmen machte sich besonders durch technische Neuerungen im Kesselbau einen Namen. 1866 war es das erste Werk, das die Fertigung nur gezogener Kesselböden mittels Maschinen einführte. Adolf Knaudt führte die Wassergas-Pressschweißung ein. Am 21. März 1879 wurde mit der Produktion von Metall-Wellrohren begonnen, so dass man 1895 die Fertigstellung des 25.000. Wellrohres feierte. Im Jahr 1883 waren im Durchschnitt 648 Personen im Essener Werk beschäftigt.
Am 1. Mai 1889 veröffentlichte die Firma Schulz Knaudt, dass die Ehefrauen der beiden inzwischen gestorbenen Firmengründer jeweils 30.000 Mark zur Bildung der nun so genannten Carl-Adolf-Stiftung zur Verfügung stellten. Diese Stiftung sollte Mitarbeitern und deren Angehörigen Unterstützung in der Not bieten.
Nach dem Tod der Gründer erfolgte 1889 die Umwandlung in eine Aktiengesellschaft. Da das Werksgelände in Essen nicht ausreichte, wurde 1907 ein 136 Hektar großes Gelände in der damaligen Honnschaft Huckingen (im heutigen Duisburger Stadtteil Hüttenheim) vom Grafen Spee erworben. Am 1. Oktober 1909 nahm das neue Werk seinen Betrieb auf. In Hüttenheim wurden von 1910 bis 1912 ein Siemens-Martin-Stahlwerk, ein Grobblechwalzwerk und ein Rohr- und Bodenwerk (Kesselböden) gebaut. Zu dieser Zeit gab es dort etwa 1000 Beschäftigte. Dazu wurde die heute unter Denkmalschutz stehende Arbeitersiedlung Hüttenheim zwischen 1911 und 1939 in vier Bauabschnitten errichtet. Als Zugeständnis an die damalige Gemeinde Mündelheim wurden auch Schulen gebaut.
Am 4. April 1913 wurde mit dem Abbruch des Essener Werks begonnen. Als letztes folgte am 1. April 1914 der Abriss des höchsten Kamins, für das ein neues Verfahren angewandt wurde. Mit einer Dampfspritze der Feuerwehr wurde der Kamin von außen mit einer ätzenden Flüssigkeit besprüht, die den Mörtel vollständig auflöste. Dadurch erhielten die Steine eine neuwertiges Aussehen und konnten, da es durch das langsame Zusammenfallen des Kamins wenig Bruch gab, wieder verwendet werden. Teile des freigewordenen Grundstücks wurden zur Erweiterung der Bahnanlagen des Essener Hauptbahnhofs mit Rangier- und Wagenaufstellplatz genutzt. Dazu war eine  erheblich Geländeaufschüttung notwendig. Am 29. April 1914 nahm die Eisenbahn hier auch eine neue Gasanstalt in Betrieb.
Am 18. Mai 1914 erfolgte mit einer Beschlussfassung auf der Hauptversammlung beider Werke die Fusion mit der Mannesmannröhren-Werke AG, denn Schulz-Knaudt brauchte Kapital von Mannesmann zur Erweiterung des Werks. So wurde das Huckinger Werk innerhalb des Konzerns als Abteilung Schulz-Knaudt geführt. Heute befinden sich hier die Hüttenwerke Krupp Mannesmann (HKM).